# Unterseeboot U-97 (1917)
Pour les autres navires du même nom, voir Unterseeboot 97.
L'Unterseeboot U-97 est l’un des 329 sous-marins de la marine impériale allemande pendant la Première Guerre mondiale. Il a participé à la guerre navale et a pris part à la première bataille de l'Atlantique. Il a coulé par accident à la position 53° 25′ N, 3° 10′ E alors qu’il était en route pour se rendre.

## Conception
Les sous-marins de type U 93 ont été précédés par les sous-marins de type U 87, plus courts. L'U-97 avait un déplacement de 838 tonnes en surface et 1000 tonnes en immersion. Il avait une longueur hors tout de 71,55 m, et 56,05 m pour la coque sous pression, un maître-bau de 6,30 m, une hauteur de 8,25 m et un tirant d'eau de 3,94 m. Le sous-marin était propulsé par deux moteurs de 2300 ch (1700 kW) en surface et par deux moteurs de 1200 ch (880 kW) en immersion. Il avait deux arbres d'hélice. Il était capable de fonctionner jusqu’à 50 mètres.
La vitesse maximale du sous-marin était de 16,8 nœuds (31,1 km/h) en surface et de 8,6 nœuds (15,9 km/h) en immersion. Il pouvait parcourir 8290 milles marins (15350 km) à 8 nœuds (15 km/h) en surface et 47 milles marins (87 km) à 5 nœuds (9,3 km/h) en immersion. L'U-97 était armé de six tubes lance-torpilles de 50 centimètres, quatre à l’avant et deux à l’arrière, de douze à seize torpilles et d’un canon de pont de 8,8 cm SK L/30. Il avait un équipage de trente-six hommes : trente-deux matelots et quatre officiers.

## Affectations
- Flottille IV : du 27 août 1917 au 11 novembre 1918.

## Commandants
- Kapitänleutnant Hugo Schmidt[3] : du 15 mai 1917 au 13 octobre 1917.
- Kapitänleutnant Otto Wünsche[4] : du 14 octobre 1917 au 12 janvier 1918.
- Kapitänleutnant Hans von Mohl[5] : du 13 janvier au 11 novembre 1918.

## Navires coulés
| Date             | Nom            | Nationalité | Tonnage | Destin.   |
| ---------------- | -------------- | ----------- | ------- | --------- |
| 22 novembre 1917 | Conovium       | Royaume-Uni | 86      | Coulé     |
| 22 novembre 1917 | Elsena         | Royaume-Uni | 335     | Coulé     |
| 22 novembre 1917 | Hartland       | Royaume-Uni | 4785    | Endommagé |
| 11 février 1918  | HMS Westphalia | Royal Navy  | 1,467   | Coulé     |
| 2 juin 1918      | Argus          | Danemark    | 201     | Coulé     |